# His Majesty’s New Zealand Ship

Flagge der Royal New Zealand Navy

His (englisch Seiner) oder Her (Ihrer) Majesty’s New Zealand Ship (Majestät neuseeländisches Schiff), abgekürzt HMNZS oder H.M.N.Z.S., ist ein Derivat der in der Royal Navy verwendeten amtlichen Titulatur His Majesty’s Ship in Form eines Präfixes vor dem Schiffsnamen, das die Royal New Zealand Navy für ihre im Dienst befindlichen Kriegsschiffe verwendet. Je nach Geschlecht des aktuellen Staatsoberhauptes passt sich die Titulatur im Pronomen an.